# Meritxell Mas
Artikeln följer den spanska namnseden; faderns efternamn är Mas och moderns efternamn Pujadas.
Meritxell Mas Pujadas, född 25 december 1994, är en spansk konstsimmare.

## Karriär
I juli 2013 vid VM i Barcelona var Mas en del av Spaniens lag som tog silver i både det tekniska och fria lagprogrammet samt fri kombination. I augusti 2014 vid EM i Berlin var hon en del av Spaniens lag som tog silver i fri kombination och brons i lagtävlingen. I maj 2016 vid EM i London var Mas en del av Spaniens lag som tog brons i det fria lagprogrammet. I augusti 2018 vid EM i Glasgow var hon en del av Spaniens lag som tog brons i fri kombination.
I juli 2019 vid VM i Gwangju var Mas en del av Spaniens lag som tog brons i highlight. I maj 2021 vid EM i Budapest var hon en del av Spaniens lag som tog silver i det fria lagprogrammet och brons i det tekniska lagprogrammet. Vid olympiska sommarspelen 2020 i Tokyo, som arrangerades 2021, var Mas en del av Spaniens lag som slutade på sjunde plats i lagtävlingen. I juni 2022 vid VM i Budapest var hon en del av Spaniens lag som tog brons i highlight.
I juni 2023 vid europeiska spelen i Kraków-Małopolska var Mas en del av Spaniens lag som tog guld i både det tekniska och fria lagprogrammet. Följande månad var hon en del av Spaniens lag som tog guld i det tekniska lagprogrammet vid VM i Fukuoka.
I februari 2024 vid VM i Doha var Mas en del av Spaniens lag som tog silver i det tekniska lagprogrammet. I juni 2024 vid EM i Belgrad var hon en del av Spaniens lag som tog guld i det tekniska lagprogrammet. Vid olympiska sommarspelen 2024 i Paris var Mas en del av Spaniens lag som tog brons i lagtävlingen. Vid VM 2025 i Singapore var hon en del av Spaniens lag som tog brons i det akrobatiska lagprogrammet.